# کوه استار
کوه استار (به انگلیسی: Mount Starr) یک کوه در ایالات متحده آمریکا است که در شهرستان اینیو، کالیفرنیا واقع شده‌است. کوه استار ۳٬۹۱۲٫۱۶ متر بالاتر از سطح دریا واقع شده‌است.